# Hans-Jürgen Schupp
Hans-Jürgen Schupp (* 12. Dezember 1954 in Wetzlar), aufgewachsen in Leun an der Lahn, ist ein deutscher Parodist und Stimmenimitator.

## Leben
Der vom Film- und Fernsehregisseur Dieter Pröttel entdeckte Schupp begann seine Fernsehkarriere 1979 in der ZDF-Sendung Hätten Sie heut Zeit für uns. Es folgten regelmäßige Rundfunk- und Fernseheinsätze, u. a. 1980 in Musik ist Trumpf sowie ständige Liveauftritte im In- und Ausland.
Seinen Durchbruch hatte er mit der WDR-Produktion Hurra Deutschland, als er ohne Unterbrechung von 1989 bis 2003 nahezu sämtliche männlichen Puppen synchronisierte.
Schupp erhielt die Fachmedienpreise 1997 und 2005 in der Sparte Imitation/Parodie und 2006 in der Sparte Moderation. Schupp ist neben seiner künstlerischen Tätigkeit seit 1987 als selbständiger Rechtsanwalt tätig. Er ist Vater von drei Töchtern.
Schupp wurde 2010 mit dem Internationalen Showpreis des GEDU-Verlages in der Sparte Parodie ausgezeichnet.
Schupp wurde 2019 von der Fraktion der AfD im hessischen Landtag als Mitglied des hessischen Staatsgerichtshofs vorgeschlagen.